# Frank Hämmerle
Frank Horst Hämmerle (* 22. August 1952 in Tübingen) ist ein deutscher Kommunalpolitiker (CDU). Er war Landrat des Landkreises Konstanz von Oktober 1997 bis April 2019.

## Ausbildung und Beruf
Hämmerle leistete nach dem Abitur 1971 am Kepler-Gymnasium in Tübingen seinen Wehrdienst in der Bundeswehr ab. 1973 nahm er ein Studium der Rechtswissenschaft an der Eberhard Karls Universität Tübingen auf, das er 1978 mit dem ersten und 1981 mit dem zweiten Staatsexamen abschloss. 
Anschließend war Hämmerle bis 1983 als Dezernatsreferent und von 1983 bis 1994 als Verwaltungsdezernent im Landratsamt Konstanz tätig. Ab 1. Dezember 1994 bis 31. August 1997 war er zur Durchführung eines im öffentlichen Wohl liegenden Projektes im Freistaat Sachsen beurlaubt. Dabei war er insbesondere als Leitender Angestellter und Mitglied der Geschäftsleitung für den Aufbau des Neurologischen Rehabilitationszentrums in Bennewitz bei Leipzig tätig.

## Politische Karriere
1992 kandidierte er als Oberbürgermeister in Radolfzell am Bodensee, unterlag aber knapp im zweiten Wahlgang dem damaligen Amtsinhaber Günter Neurohr.
Am 14. Juli 1997 wählte ihn der Kreistag im zweiten Wahlgang mit 40 von 76 Stimmen zum Landrat des Landkreises Konstanz. Er folgte damit auf Robert Maus, der seit 1973 Landrat war. Sein Amt trat Hämmerle am 2. Oktober 1997 an. Jeweils ohne Gegenkandidat wurde er 2005 mit 92,06 % und 2013 mit 76,19 % der Stimmen wiedergewählt. Hämmerle war seit 2012 stellvertretender Präsident des Landkreistags Baden-Württemberg und Vorsitzender des Rechts- und Verfassungsausschusses. Darüber hinaus war er Mitglied des Verfassungs- und Europaausschusses des Deutschen Landkreistags.
Hämmerle erklärte am 22. Oktober 2018 seinen Rücktritt zum 30. April 2019. Zeno Danner folgte ihm im Amt als Landrat.

## Weitere Ämter
In seiner Funktion als Landrat war Hämmerle unter anderem Aufsichtsratsvorsitzender des Gesundheitsverbunds Landkreis Konstanz, der Abfallwirtschaftsgesellschaft der Landkreise Bodenseekreis und Konstanz und des Verkehrsverbunds Hegau-Bodensee (VHB). Zudem ist er Vorsitzender des Gesellschafterausschusses und der Gesellschafterversammlung der Bodensee-Standort-Marketing GmbH, des DRK-Kreisverbands Konstanz, der Kunststiftung Landkreis Konstanz sowie der Otto-Dix-Haus Stiftung. Als General Secretary gehört er dem Vorstand der Calypso Networks Association mit Sitz in Brüssel an. Seit 2017 ist er Präsident des Internationalen Bodenseerates.

## Privates
Frank Hämmerle ist der Sohn der Tübinger Kommunalpolitikerin und Ehrenbürgerin Alma Hämmerle, die ebenfalls Mitglied der CDU ist.
Er ist verheiratet und hat zwei erwachsene Töchter.

## Trivia
Bei der Konstanzer OB-Wahl 2004 hätte er fast einen vom Namen her passenden kommunalpolitischen Kollegen bekommen: Der durchaus chancenreiche SPD-Kandidat war Frank Nägele.

## Ehrungen und Auszeichnungen
- Heinz Sielmann Ehrenpreis (2017)[7]
- Verdienstkreuz am Bande des Verdienstordens der Bundesrepublik Deutschland (2019)
- Ehrenring des Landkreises Konstanz (2019); 8. Ehrenringträger seit der Einführung 1975